# Гапчинская, Евгения Геннадиевна
Евгения Геннадиевна Гапчинская (укр. Євгенія Геннадіївна Гапчинська; род. 15 ноября 1974, Харьков, УССР) — украинская художница-живописец, иллюстратор детской литературы.

## Биография
Родилась пятым ребёнком в семье военного. В пятилетнем возрасте пошла в школу, а в 13 лет стала студенткой Харьковского художественного училища. Окончила Харьковский художественный институт.
Стажировалась в Нюрнбергской художественной академии. В 2000 году переехала в Киев. Художественно-выставочную деятельность начала в 2002 году. Художница сотрудничает с издательством «А-ба-ба-га-ла-ма-га», в частности проиллюстрировала книгу Ивана Малковича «Лиза и её сны».
Ежегодно проводит более десятка новых выставок на Украине, Франции, Бельгии, Англии, Нидерландах и других странах. Имеет несколько собственных галерей на Украине. Её работы хранятся в европейских музеях и частных коллекциях ценителей и деятелей искусства.
В 2010 году книга «Пиратские истории» издательства «Умный ребенок» (Украина), которую проиллюстрировала Евгения Гапчинская, попала в каталог лучших детских книг мира «White Ravens 2010», его издает Международная мюнхенская детская библиотека.
Во время вооружённого конфликта на востоке Украины взяла на себя обеспечение взвода украинской армии, где служил её муж художник Дмитрий Гапчинский, по словам художницы она каждый день высылала на весь его взвод все необходимое.
Есть взрослая дочь и сын.

## Работы художницы на марках
В 2008 году «Укрпошта» выпустила серию из 12 почтовых марок «Знаки Зодиака» с работами Евгении Гапчинской.
|  |  |  |  |  |  |

|                                                      |  |  |  |  |  |
| Почтовые марки Украины с иллюстрациями Е. Гапчинской |  |  |  |  |  |